# Busang Kebinatshipi
Busang Collen Kebinatshipi (Hukuntsi, 13 de febrero de 2004) es un deportista botsuano que compite en atletismo, especialista en las carreras de velocidad.
Participó en los Juegos Olímpicos de París 2024, obteniendo una medalla de plata en la prueba de 4 × 400 m. Ganó una medalla de oro en el Relevos Mundiales 2024, en la misma prueba.

## Palmarés internacional
| Juegos Olímpicos  | Juegos Olímpicos | Juegos Olímpicos | Juegos Olímpicos |
| Año               | Lugar            | Medalla          | Prueba           |
| ----------------- | ---------------- | ---------------- | ---------------- |
| 2024              | París (Francia)  | Medalla de plata | 4 × 400 m        |
| Relevos Mundiales |                  |                  |                  |
| Año               | Lugar            | Medalla          | Prueba           |
| 2024              | Nasáu (Bahamas)  | Medalla de oro   | 4 × 400 m        |